# Shelly Johnson (personaggio)
Shelly McCauley, coniugata Johnson, è un personaggio immaginario della serie televisiva statunitense I segreti di Twin Peaks, creata da Mark Frost e David Lynch.
È interpretata da Mädchen Amick, con la voce italiana di Chiara Colizzi nelle prime due stagioni, e di Claudia Catani nella terza.
È la giovane e docile moglie di Leo Johnson, da cui viene costantemente picchiata e maltrattata per futili motivi. Ha una relazione segreta con Bobby Briggs.

## Profilo
Shelly è una delle cameriere del RR Diner, tavola calda di proprietà di Norma Jennings. La ragazza condivide con la sua datrice di lavoro una solida amicizia oltre ad esserne intima confidente.
Nella serie è appena diciassettenne, tuttavia ha abbandonato il liceo per divenire moglie di Leo Johnson, il quale l'aveva conquistata a seguito di un lungo e lusinghiero corteggiamento ma, dopo il matrimonio si rivela un marito abusivo e violento desideroso unicamente di avere una «cameriera che non c'è bisogno di pagare». La giovane Shelly si trova dunque vittima dell'uomo, che oltre alla violenza domestica si rende colpevole di svariati atti criminali, ma la sua natura mite e la sua grande fragilità interiore la portano ad essere completamente incapace di ribellarsi.
La consolazione per le pene subite le viene dalla relazione segreta che porta avanti con Bobby Briggs, con il quale andrà a convivere dopo che il marito entrerà in uno stato catatonico. Pur non mancando di alti e bassi, la relazione adulterina tra i due è la sola a rimanere in piedi dall'inizio della serie fino alla sua prematura conclusione e si basa su un amore autentico; proprio a dimostrazione di ciò l'ultima scena con protagonisti i due nell'ultimo episodio è identica alla loro scena d'esordio nel primo.

### Creazione
Il personaggio venne concepito appositamente per l'attrice Mädchen Amick perché i creatori della serie ne furono piacevolmente colpiti durante i provini ma non avevano più ruoli a disposizione da offrirle.

## Biografia

### Antefatti
Shelly nacque a Twin Peaks, Washington, il 30 maggio 1969, ed apparentemente crebbe senza genitori o figure paterne di alcun tipo. Al secondo anno di liceo conobbe Leo Johnson, che la sedusse e convinse a sposarlo abbandonando gli studi.
Dopo il matrimonio tuttavia, l'uomo, inizialmente gentile e premuroso, si rivelò violento ed invischiato in numerose attività criminali, e sebbene ne fosse a conoscenza, Shelly non si ribellò mai ne si oppose al marito temendo che questi la uccidesse.

### NeI segreti di Twin Peaks
Dopo l'omicidio di Laura Palmer, Shelly, scoperti i sospetti di Cooper e Truman su di Leo, trova alcuni indizi che potrebbero incriminarlo quale colpevole e ne parla a Bobby, il quale decide di tentare di incastrarlo. Leo tuttavia scopre non solo del loro complotto ma anche della tresca tra la moglie e il giovane, dunque trascina Shelly a forza fino alla Segheria Packard, e la lascia legata all'interno dell'edificio dopo avervi appiccato il fuoco su commissione di Ben Horne.
Fortunatamente per la ragazza, Catherine Martell, sopraggiunta sul luogo dell'incendio la soccorre portandola all'esterno, dove viene trovata dai soccorritori e portata all'ospedale cittadino. Qui la ragazza si ricongiunge a Bobby, sopravvissuto all'aggressione di Leo grazie a Hank Jennings, che per ordine di Horne spara all'uomo assicurandosene il silenzio e salva involontariamente la vita al giovane.
I due ragazzi decidono di andare a convivere prendendosi a carico Leo (caduto in stato catatonico) per ottenere la pensione di invalidità. Nel momento in cui le spese mediche si riveleranno troppo dispendiose nonostante l'assegno periodico, Bobby, per riuscire a mantenere la compagna si fa assumere come braccio destro di Benjamin Horne dopo averlo aiutato ad uscire da un periodo di shock derivatogli dal carcere. Paradossalmente però, così facendo si monta la testa per la sua nuova posizione ed arriva quasi a trascurare Shelly.
Da lì a breve, Leo si risveglia e tenta di uccidere la moglie infedele ma fortunatamente Bobby riesce a soccorrerla e mettere in fuga l'uomo, che, dopo essere stato ritrovato e schiavizzato da Windom Earle viene da esso abbandonato ad una morte certa, sebbene non mostrata.
Dopo averla vista flirtare con Gordon Cole, Bobby riconosce di essere stato freddo nei confronti di Shelly per via del suo nuovo lavoro e si scusa, venendo perdonato. Il giovane avanza dunque una proposta di matrimonio alla ragazza amata, convinto che Leo sia ormai defunto.

### InTwin Peaks(2017)
Nella terza stagione della serie, ambientata venticinque anni dopo le prime due, Shelly lavora ancora come cameriera al RR Diner alle dipendenze di Norma. Dalla relazione con Bobby Briggs, col quale non vive più insieme, ha avuto una figlia, Becky, che è sposata con Steven Burnett, un tossicodipendente. Shelly si preoccupa per la difficile situazione della figlia, che non vuole lasciare il marito nemmeno quando questo è violento e compie azioni criminose. 
Spesso si ritrova la sera al Roadhouse con le amiche; apparentemente mostra un certo interesse con un uomo che frequenta anch'egli il locale.